# Botanophila tetracrula
Botanophila tetracrula este o specie de muște din genul Botanophila, familia Anthomyiidae, descrisă de Deng în anul 1997. Conform Catalogue of Life specia Botanophila tetracrula nu are subspecii cunoscute.